# قصر البلبيسي

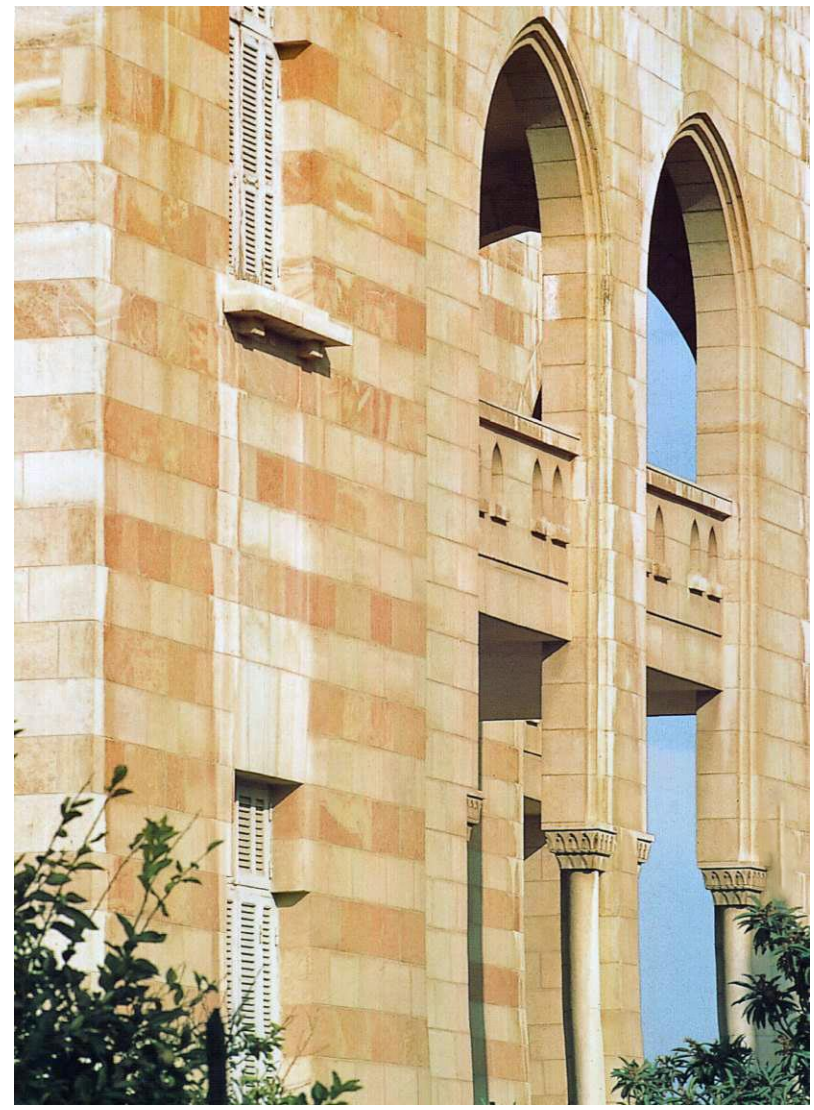

قصر البلبيسي هو منزل تراثي أثري قديم يقع في العاصمة الأردنية عمان، الدوار الأول في جبل عمان، كان ملكاً لإسماعيل باشا البلبيسي الذي قدم من مدينه السلط إلى مدينة عمّان في العشرينات من القرن و هو أول قصر في الأردن و كان يستقبل فيه ضيوف الملك عبد الله الأول المؤسس
ما زال القصر لابناء إسماعيل باشا البلبيسي.